# Моя (Лас-Пальмас)
Моя (ісп. Moya) — муніципалітет в Іспанії, у складі автономної спільноти Канарські острови, у провінції Лас-Пальмас, на острові Гран-Канарія. Населення — 8098 осіб (2010).
Муніципалітет розташований на відстані близько 1750 км на південний захід від Мадрида, 15 км на захід від міста Лас-Пальмас-де-Гран-Канарія.
На території муніципалітету розташовані такі населені пункти: (дані про населення за 2010 рік)
- Барранко-дель-Лаурель: 92 особи
- Барранко-дель-Пінар: 61 особа
- Кабо-Верде: 391 особа
- Карретерія: 1383 особи
- Ла-Коста: 691 особа
- Дорамас: 67 осіб
- Лос-Драгос: 99 осіб
- Фронтон: 510 осіб
- Ояс-дель-Кавадеро: 83 особи
- Ла-Хурада: 175 осіб
- Лансе: 409 осіб
- Ломо-Бланко: 206 осіб
- Ломо-дель-Пеньйон: 30 осіб
- Вілья-де-Моя: 1381 особа
- Пальміто: 436 осіб
- Пало: 303 особи
- Фонтаналес: 231 особа
- Сан-Фернандо: 262 особи
- Ель-Таблеро: 171 особа
- Лос-Тілес: 7 осіб
- Трухільйо: 839 осіб
- Морето: 115 осіб
- Лос-Тоскалес: 156 осіб

## Демографія
Динаміка населення (INE ):

## Галерея зображень

Розташування муніципалітету на острові Гран-Канарія